# Rozáliya Galíyeva
Rozáliya Galíyeva (Olmaliq, Uzbekistán, 26 de abril de 1977) es una gimnasta artística uzbeka, campeona olímpica en 1992 en el concurso por equipos.

## Representando a laUnión Soviética
En el Mundial de Indianápolis 1991 gana el oro en el concurso por equipos, por delante de Estados Unidos y Rumania, siendo sus compañeras de equipo: Svetlana Boginskaya, Tatiana Gutsu, Tatiana Lysenko, Oksana Chusovitina y Natalia Kalinina.

## Representando alEquipo Unificado
Al separarse la Unión Soviética en 1991, los países miembros siguieron participando unidos en los eventos deportivos bajo el nombre de Equipo Unificado; así esta gimnasta ganó el oro en las Olimpiadas de Barcelona en el concurso por equipos, por delante de Rumania y Estados Unidos.

## Representando a Rusia
En los JJ. OO. de Atlanta (Estados Unidos) de 1996 gana la plata por equipos, tras Estados Unidos y por delante de Rumania, y siendo sus compañeras de equipo: Yevgeniya Kuznetsova, Elena Grosheva, Elena Dolgopolova, Svetlana Khorkina, Dina Kochetkova y Oksana Liapina.